# Август Кабакчиев
Август Христов Кабакчиев е български и съветски военен деец, заместник-министър на народната отбрана (1960 – 1972).

## Биография
Роден е в София на 14 май 1914 г. Син е на Христо Кабакчиев, съосновател на БРСДП (т.с.) Семейството емигрира заради комунистическата дейност на Христо Кабакчиев в Австрия, след което се установява в СССР. Август Кабакчиев е член на ВКЛСМ от 1930 г., на КПСС от 1940 до 1944 и на БКП от 1944 г.
През 1932 г. завършва средно образование в икономически институт в Москва. След това постъпва като доброволец в червената армия. Между януари и декември 1933 г. е авиомоторист в авиационната бригади при Военновъздушната академия. Кабакчиев завършва Военно-инженерната академия „Николай Жуковски“ с военно звание инженер-лейтенант (1934 – 1939). След това е назначен за началник на моторно отделение към авиационната ремонтна работилница във Ворошиловград (днес Луганск). Към края на 1940 август Кабакчиев е преведен да служи като военен представител на самолетостроителния завод № 22 „Сергей Горбунов“ в Москва.
Участва във Втората световна война срещу Нацистка Германия в съветски гвардейски части. Между 1940 и 1942 г. е помощник-военен представител във Военното представителство при завод 23 в Казан. Първото бойно кръщение на Август Кабакчиев е на 22 юли 1941 г. През юли 1942 г. Август Кабакчиев получава назначение като инженер по полевия ремонт на самолетите в 274-та изтребителна авиационна дивизия на Първи изтребителен авиокорпус на Трета въздушна армия. През 1943 година Август Кабакчиев е удостоен с първата правителствена награда – медал „За бойна заслуга“. На 15 септември 1943 година съветските войски отвоюват Брянск и Кабакчиев е удостоен с първия си съветски орден – Червена звезда“. Няколко седмици по-късно встъпва в длъжност заместник-командир по инженерно-авиационната служба на 64-ти гвардейски изтребителен авиополк (1944-септември 1944). Няколко месеца след пристигането си в България при командировка в Москва Кабакчиев е награден в Кремъл с орден „Отечествена война“ за участието му в операцията по ликвидирането на обкръжената в Прибалтика германска групировка. Завършва участието си във войната в боевете край Рига като инженер-майор в състава на 2-ри прибалтийски фронт и се завръща в България през 1944 г.
От 1 ноември 1944 г. подполковник инженер Август Христов Кабакчиев е назначен в Контролната техническа служба към Въздушните войски. В периода 1945 – 1949 е началник на инженерно-авиационно управление в щаба на ВВС. Между март и юни 1949 г. е началник на инженерно-авиационната служба в щаба на ВВС. От юли 1949 до февруари 1950 г. е временно изпълняващ длъжността главен инженер, той и заместник-командир на ВВС по инженерно-авиационната служба. В периода февруари 1950-август 1954 г. е главен инженер на ВВС и заместник-командир на ВВС по инженерно-авиационната служба. От август 1954 до август 1956 г. е заместник-командващ на Военновъздушните сили. През август 1956 година генерал-майор Кабакчиев е назначен за заместник-началник на Генералния щаб на Българската народна армия по организационно-мобилизационните въпроси. През януари 1960 година генерал Кабакчиев е назначен за заместник-министър на народната отбрана. През 1950 година на полковник Кабакчиев е присвоено званието генерал-майор, а през 1959 г. генерал-лейтенант.
Носител на орден "Народна република България" втора степен (1954), на орден "Народна република България" първа степен (1957), на орден "Народна република България" втора степен (1959), на орден "Народна република България" първа степен (1964), на орден "Георги Димитров" (1974).
С Указ № 796 от 8 декември 1971 година на Президиума на Народното събрание генерал-полковник Август Кабакчиев е назначен за заместник-председател на Държавния комитет за планиране с ранг на първи заместник-председател. През 1977 година генерал-полковник Август Кабакчиев е назначен за началник на Инспектората на МНО. Поради навършването на пределна възраст е освободен от военна служба през август 1982 г.
Като общественик е вицепрезидент на Международната федерация по авиация (FAI) в периода 1983 – 1989 г. и председател на Българо-виетнамското дружество за приятелство. Той е сред само 17-те личности в света, наградени с медал FAI Gold Air (1988).

## Образование
- Средно образование, икономически институт, Москва (1930 – 1932)
- Военно-инженерна академия „Николай Жуковски“ (1934 – 1939)

## Военни звания
- инженер-лейтенант от съветската армия – 1939
- подполковник инженер от българската армия – 1944
- генерал-майор от българската армия – 1950
- генерал-лейтенант от българската армия – 1959
- генерал-полковник от българската армия – ?